# Turbová
Turbová je původně barokní viniční usedlost z druhé poloviny 18. století. Nachází se v Praze v Košířích, v Jinonické ulici poblíž křižovatky s Vrchlického ulicí. Původně patřila ke Smíchovu a měla čp. 151, po změně katastrálních hranic dostala košířské popisné číslo 1066. Od roku 1958 je Turbová kulturní památkou ČR.
Usedlost je dlouhodobě v havarijním stavu.

## Historie
Prvním známým majitelem byl podle tereziánského katastru František Ignác Textor. Usedlosti dal jméno až pozdější majitel František Xaver Turba, který ji v 18. století koupil a přestavěl na barokní statek. Z 18. století pochází i zahradní pavilonek se sochou Venuše. V 19. století byla jedna z budov přestavěna na novobarokní vilu a k Turbové byla připojena sousední vinice Kuliška.
Na počátku 20. století usedlost vlastnil smíchovský starosta Josef Linhart, který původní usedlost zboural a postavil na jejím místě novobarokní vilu s věží a mansardovou střechou. V období první republiky se na Turbové usadila rodina Jindřicha Šafařoviče, který se oženil s dcerou majitele. Známý právník a prvorepublikový senátor sem vnesl pravý společenský lesk, který pohasl až na konci 50. let 20. stol. Turbovou poctila svou návštěvou řada vynikajících osobností kulturního a politického života. Mezi pravidelné hosty patřil kancléř prezidenta Beneše Jaromír Smutný, literární kritik Arne Novák, lékař a univerzitní profesor, Šafařovičův synovec Jaroslav Jedlička, cestovatelé Josef Kořenský a Enrique Stanko Vráz, herečka Růžena Nasková a samozřejmě Šafařovičův bratr Jaroslav, ředitel Národního divadla a pravý gentleman. Intimně pohádková atmosféra vily se zahradou každému z hostí bezpečně učarovala a podlehl jí i nejslavnější obyvatel Turbové malíř a loutkář Jiří Trnka. Žil zde v letech 1939–1958 a vytvořil zde v ateliéru svá stěžejní díla, z nichž patrně nejslavnějším je Zahrada. K příběhu o skupině pěti chlapců a kocourovi ho inspirovala právě poetická zahrada na Turbovce. Přímo zde se také točily exteriéry loutkového filmu Císařův slavík. 
Později ve vile bydlel operní pěvec, člen Národního divadla, libretista a překladatel Dr. Rudolf Vonásek. Poslední majitelka Marta Šafařovičová, která byla za komunistického režimu perzekvována, byla přestěhována do zahradního domku bez přívodu vody a plynu, zatímco do vily byli nastěhováni noví nájemci. V roce 1976 byla donucena vilu prodat obvodnímu úřadu. Měla zde být zřízena mateřská škola. Rekonstrukce však nikdy neproběhla a objekt byl předán SSM. V hospodářských budovách vyrábělo družstvo Moděva stany.

### Po roce 1989
Po sametové revoluci byla Turbová navrácena potomkovi původních majitelů, který ji obratem v roce 1992 odprodal soukromé společnosti. Mělo zde být zřízeno kulturní středisko a španělské obchodní zastupitelství. Započato bylo i s opravami. Byla vybudována nová střecha a komíny a započalo se i s plány na výstavbu nových rodinných domů na pozemcích usedlosti podle architektonického návrh Jiřího Trnky ml.. Nový majitel však zemřel a ze všech plánů sešlo. Během dědického řízení Turbová chátrala a zabydleli se v ní squatteři. Dědicové usedlost znovu prodali a novým majitelem se v roce 2008 stala společnost Praturb, jejímž vlastníkem byla firma Britských Panenských ostrovů. Na výzvu památkového ústavu byly všechny objekty provizorně zajištěny a vyklizeny. Mezitím byl připravován nový projekt na proměnu Turbové v luxusní centrum služeb nabízející wellness a restaurace. Součástí megalomanského projektu s rozpočtem blížícím se miliardě korun, byly i nové bytové domy a lanovka. Z celého projektu však opět sešlo a v roce 2021 Turbová opět změnila majitele. Novým majitelem se stala společnost Rezidence Turbová, s.r.o., který na pozemcích plánuje stavbu dvou činžovních vil.
Historická usedlost a další objekty na pozemku byly nejpozději v lednu 2022 zabezpečeny proti vniknutí, ale v dezolátním stavu. Na pozemku byly v roce 2023 započaty úpravy terénu pro stavbu.

## Popis
Původní barokní objekt byl přestavěn koncem 19. století. Obytná vilová budova čp. 1066 u hlavní brány má novobarokní průčelí s mansardou, v pravé části stojí malá věž se zkoseným nárožím. Zahradní budova čp. 731 je menší stavba uprostřed terasovité zahrady. Podél ulice stojí hospodářské objekty s eklektickým průčelím a vysokým půdním prostorem. Usedlost se zahradou je obehnána cihelnou zdí s bránou. Rozsáhlá zahrada i přes vysokou míru devastace disponuje vzácnými solitéry starých stromů.

## Galerie

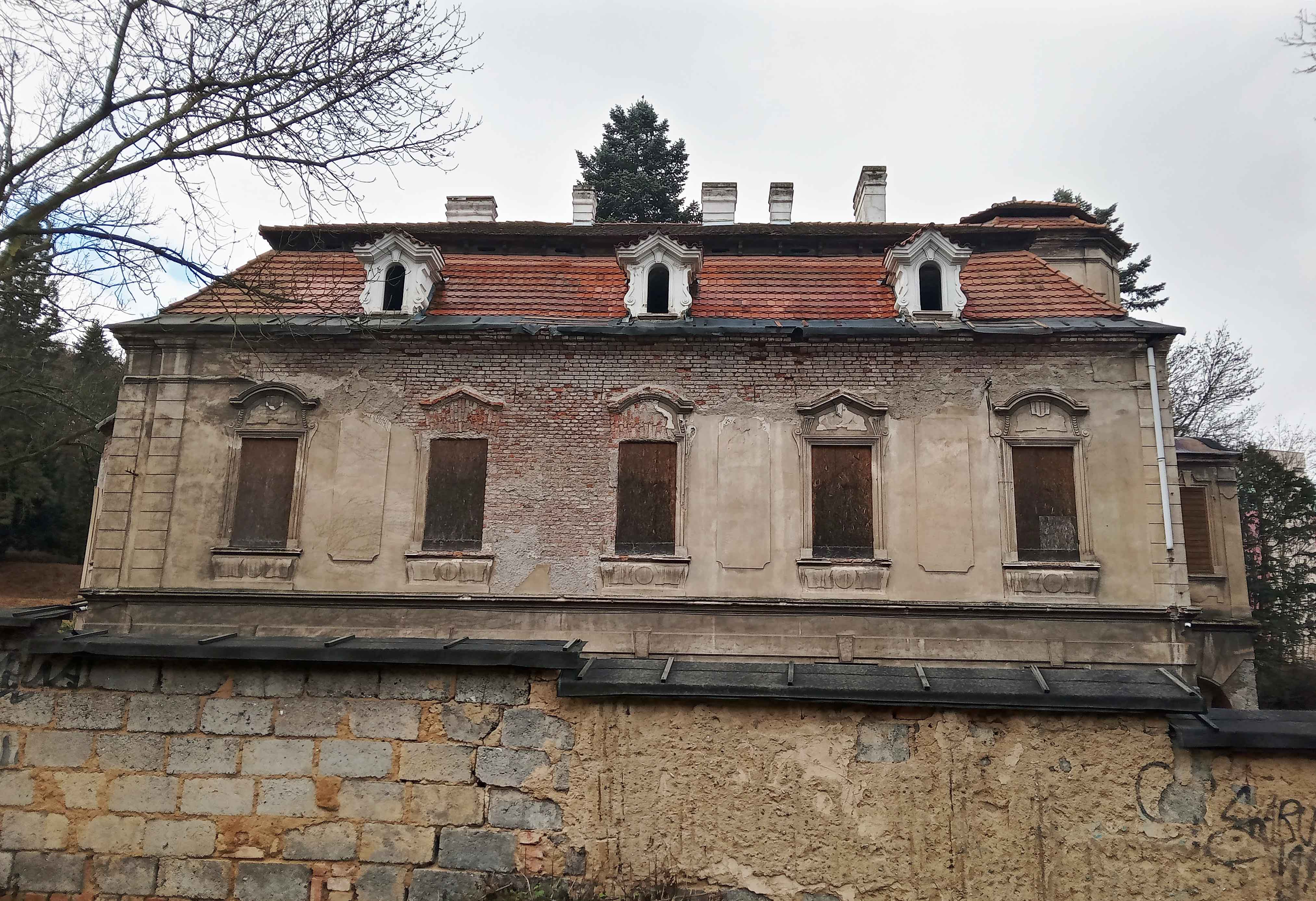
Stav v roce 2022
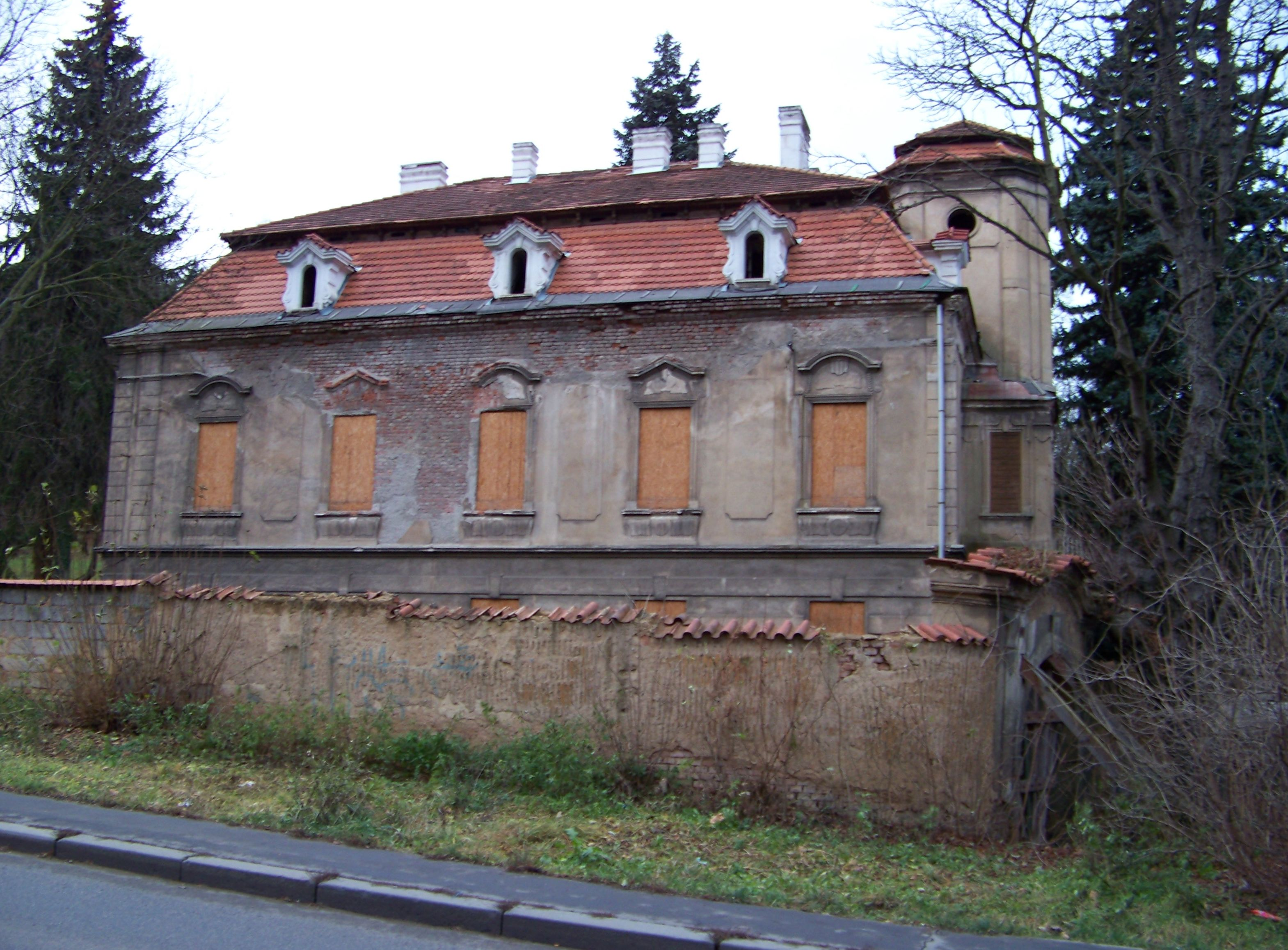
Stav v roce 2011
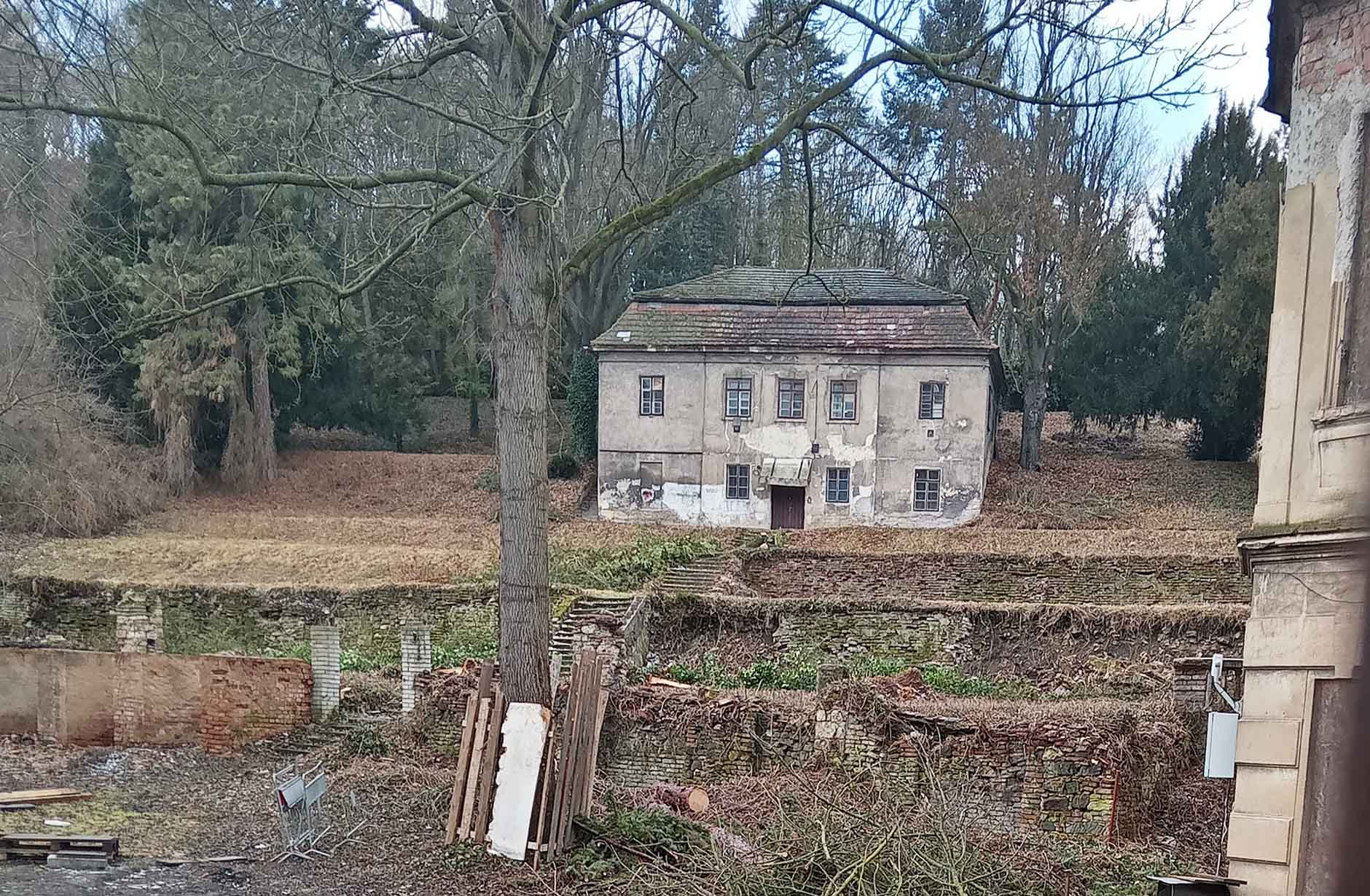
Dům na pozemku (2022)
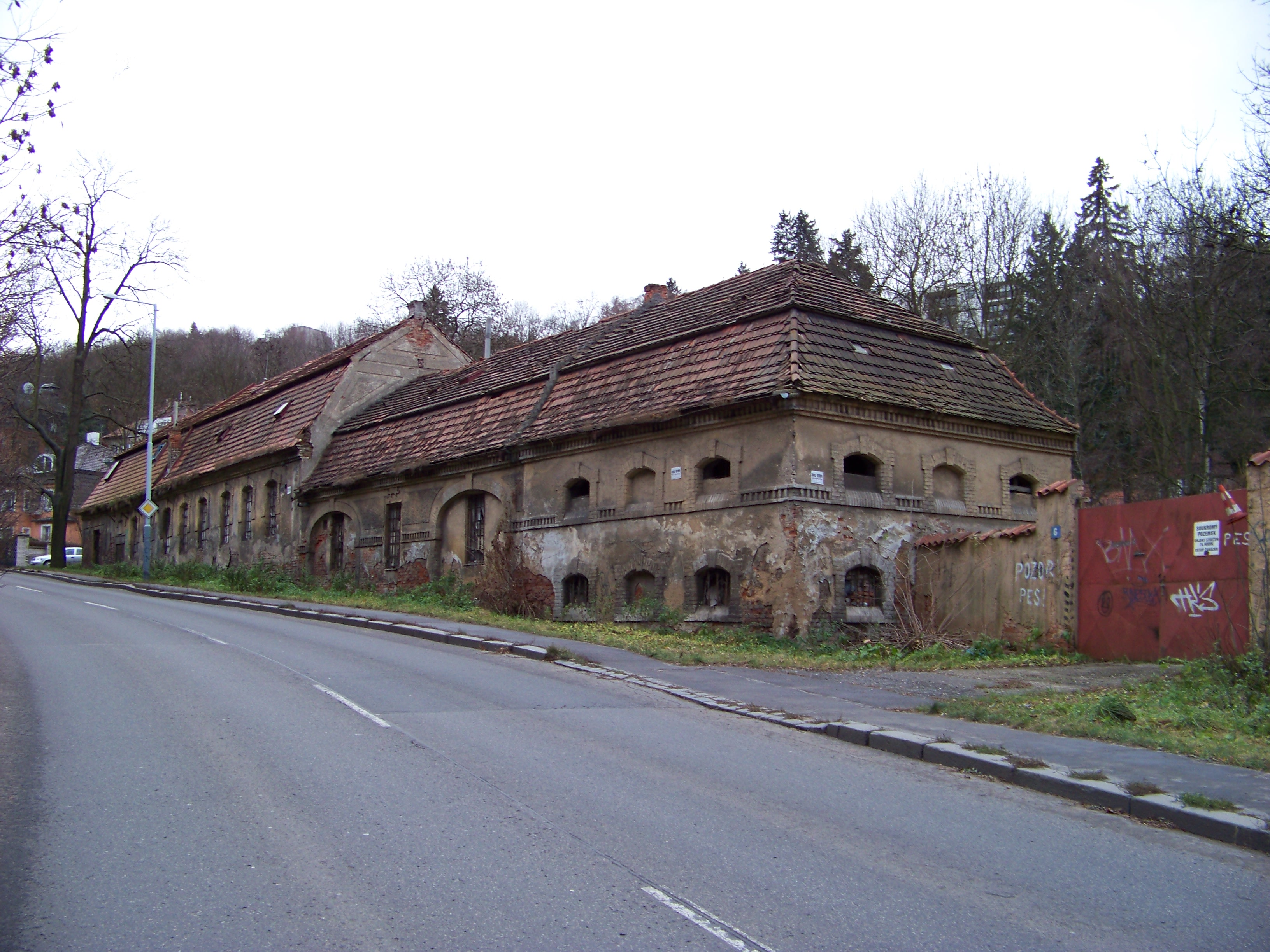
Hospodářské budovy (2011)
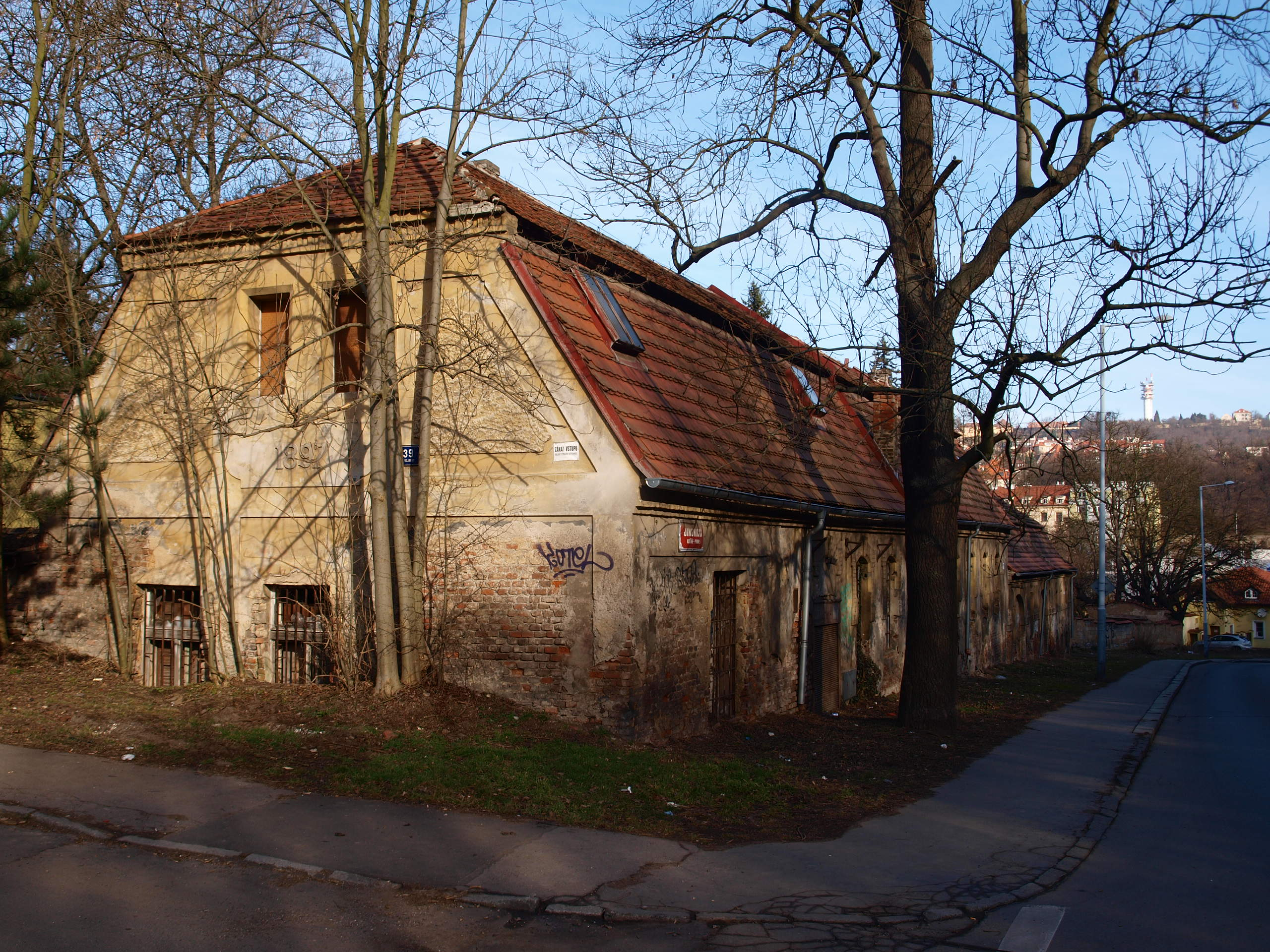
Průčelí hospodářské budovy(2011)
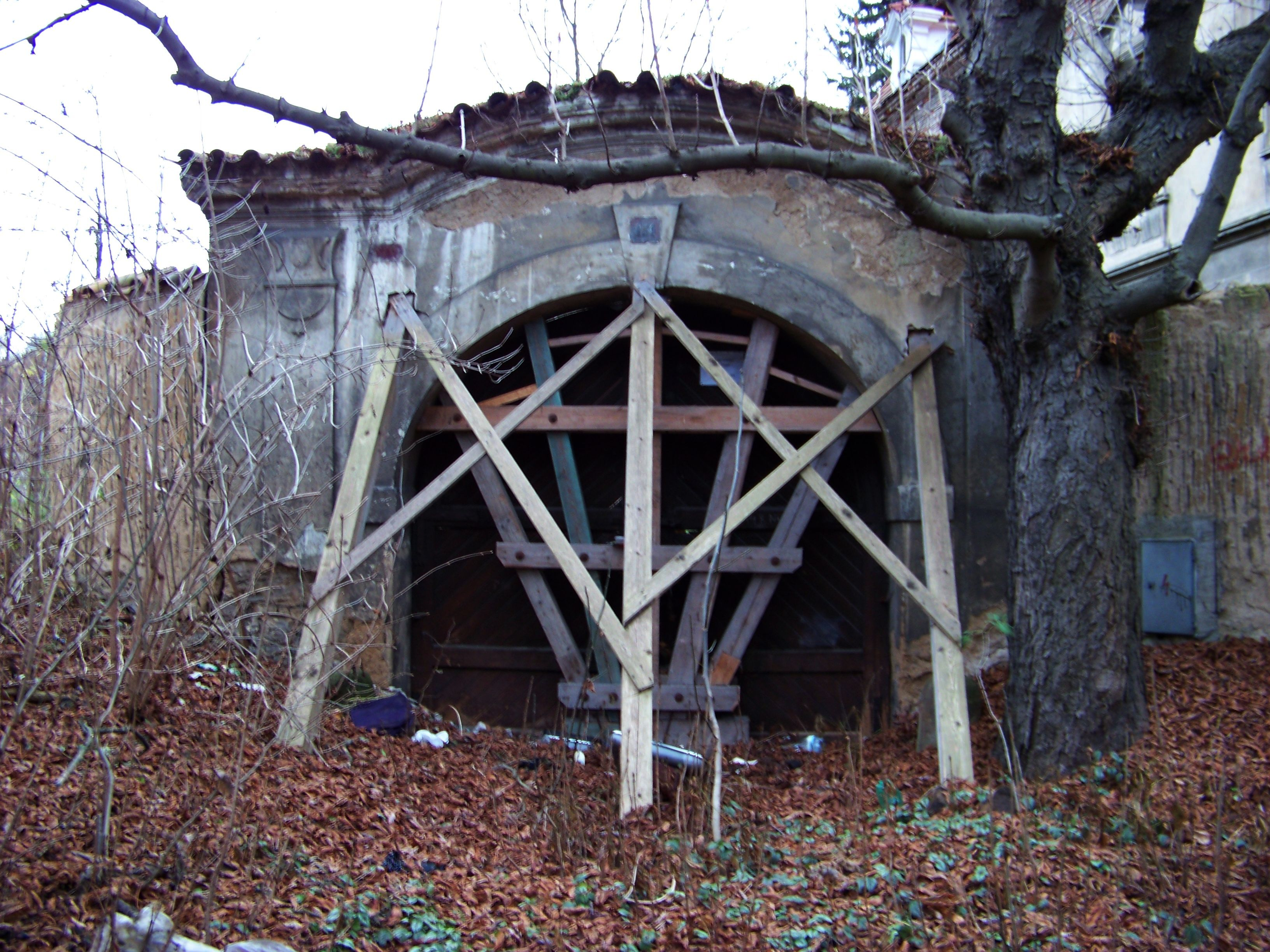
Brána (2011)